# Hermann von Schöpf
Hermann Otto Schöpf, ab 1914 Ritter von Schöpf (* 6. November 1886 in Leimersheim; † 24. Februar 1950 Oberdießen) war ein deutscher Offizier und SA-Funktionär, zuletzt im Rang eines SA-Brigadeführers.

## Leben

### Herkunft, Jugend und Ausbildung
Schöpf war der Sohn des bayerischen Majors Johann Schöpf und dessen Ehefrau Kätchen, geborene Mühlhofer. Er wurde im Kadettenkorps erzogen und am 8. Juli 1906 als Fähnrich dem 3. Feldartillerie-Regiment „Prinz Leopold“ der Bayerischen Armee überwiesen. Vom 1. März 1907 bis zum 24. Januar 1908 war Schöpf zur Kriegsschule kommandiert. Am 20. Juli 1908 wurde er mit Patent vom 9. März 1908 zum Leutnant ernannt. Vom 1. Oktober 1910 bis 12. August 1911 war er zur Artillerie- und Ingenieurschule kommandiert. Schöpf schied zum 15. März 1913 aus dem aktiven Militärdienst und wurde der Reserve seines Regiments zugeteilt. Am 25. Mai 1914 erfolgte seine Reaktivierung und Verwendung im 12. Feldartillerie-Regiment in Landau in der Pfalz.

### Erster Weltkrieg
Ab August 1914 nahm Schöpf am Ersten Weltkrieg teil. Nach einer Erkrankung verbrachte er einige Wochen in einem Lazarett, um zum 1. September 1914 wieder zu seinem Regiment an die Westfront zu kommen. Hier erhielt er als Führer der 4. Batterie den Befehl, aus einer verdeckten Stellung gegen die Mulden südlich Montauban zu wirken. Da er jedoch einen Angriff der Franzosen erkannte, ging er mit seiner Batterie aus eigenem Entschluss in eine offene Feuerstellung über, konnte somit wirkungsvoll die angreifende Infanterie unter Feuer nehmen und wesentlich zur Abwehr des Angriffs beitragen. Außerdem trug er mit seiner Batterie zur Unterstützung der eigenen Infanterie maßgeblich an der Eroberung von Montauban teil. Für diese Leistungen wurde Schöpf am 27. September 1914 mit dem Ritterkreuz des Militär-Max-Joseph-Ordens beliehen. Mit der Verleihung war die Erhebung in den persönlichen Adelstand verbunden und er durfte sich nach der Eintragung am 25. Mai 1915 in die Adelsmatrikel Ritter von Schöpf nennen. Außerdem war er zwischenzeitlich am 30. November 1914 zum Oberleutnant befördert worden.
Am 14. Dezember 1914 wurde Schöpf in Hallebeke als stellvertretender Adjutant der II. Abteilung seines Regiments am Kopf verwundet. Anschließend wurde er in einem Feldlazarett des II. Armee-Korps behandelt. Zum 14. Januar 1915 kehrte er als Führer seiner Batterie an die Front zurück. Zum 27. März 1915 wurde er zum 21. Feldartillerie-Regiment versetzt. Am 27. Juni 1915 wurde er erkrankt in das Feldlazarett 1 der 1. Infanterie-Division eingeliefert. Zum 25. Oktober 1915 wurde Schöpf dann mit der Führung der 1. Batterie des 21. Feldartillerie-Regiments beauftragt.
Am 24. März 1916 wurde Schöpf wegen einer Gasvergiftung ins Lazarett Quedlinburg eingeliefert. Am 1. Mai 1916 wurde er zur II. Ersatz-Abteilung des 12. Feldartillerie-Regiments versetzt. Am 13. September 1916 folgte die Versetzung zum Reserve-Feldartillerie-Regiment 6. Am 28. Dezember 1916 kam er zur 6. Batterie des 7. Feldartillerie-Regiments „Prinzregent Luitpold“, von dort am 20. Januar 1917 zur Ersatz-Abteilung der Gebirgskanonen-Abteilungen 2 und 4. Am 19. März 1917 wurde er mit Patent vom 17. Januar 1917 zum Hauptmann befördert. Am 1. Juni 1917 wurde Schöpf zur Ersatz-Abteilung des 7. Feldartillerie-Regiments „Prinzregent Luitpold“ versetzt und von dort zum 19. Juni 1917 zum 2. Feldartillerie-Regiment „Horn“ ins Feld geschickt, wo er als Batterieführer, später als stellvertretender Abteilungsführer, eingeteilt wurde. Am 2. Dezember 1917 wurde Schöpf auf die Dauer von sieben Wochen zum Generalkommando des XXXVIII. Reserve-Korps kommandiert. Vom 7. bis 11. März 1918 war er stellvertretender Führer der II. Abteilung des 2. Feldartillerie-Regiments. Vom 17. bis 21. März 1918 wurde er zum 5. Führerlehrgang in Wörth kommandiert. Am 9. April 1918 erkrankte er. Vom 12. April 1908 bis 8. Mai 1918 im Kriegslazarett Briey. Vom 8. Mai 1918 wurde er ins Reservelazarett III Heilbronn überführt. Am 29. Mai 1918 wurde er zur Kur nach Bad Kissingen überwiesen.
Zum 1. Juni 1918 wurde Schöpf als immobil zur II. Ersatz-Abteilung des 2. Feldartillerie-Regiments versetzt. Vom 29. Juni bis 8. Juli 1918 war er nach München und Oberstdorf beurlaubt. Am 17. August 1918 trat er eine Kur in Oberstdorf an, um am 5. September zur II. Ersatz-Abteilung zurückzukehren. Am 30. Oktober 1918 meldete er sich krank.

### Weimarer Republik und Zeit des Nationalsozialismus
Zum 25. November 1918 wurde Schöpf aus dem Heeresdienst verabschiedet. Anschließend trat er in den Polizeidienst ein, in dem er zuletzt den Rang eines Majors erreichte. Politisch schloss er sich Anfang der 1930er Jahre der NSDAP (Mitgliedsnummer 508.658) an, in die er offiziell zum 1. April 1931 eintrat. Der Eintritt in die Straßenkampforganisation der Partei, die SA, erfolgte am 15. April 1931. In dieser wurde er zum 1. Februar 1932 zum SA-Oberführer befördert und zum 1. Februar 1932 zum Führer der SA-Untergruppe Magdeburg-Anhalt ernannt, die er bis zum Verbot der SA am 13. April 1932 führte. Nach der Wiederzulassung der Organisation am 1. Juli 1932 wurde Schöpf mit der Wahrnehmung der Geschäfte des Stabsführers der Reichsführerschule der SA in München beauftragt. Zum 1. September 1932 wurde er regulär in den Stab der Führerschule versetzt, wo er nun offiziell vom 1. September 1932 bis 14. Februar 1933 das Amt des Stabsführers innehatte.
Nach dem Machtantritt der Nationalsozialisten im Frühjahr 1933 wurde Schöpf zum 15. Februar 1933 mit der Führung der SA-Untergruppe Schwaben mit Dienstsitz in Augsburg beauftragt. Diesen Posten hatte er bis zum 31. August 1933 inne. Anschließend amtierte er vom 1. September 1933 bis 22. Februar 1934 als Führer der SA-Brigade 87 (Schwaben), in die die Untergruppe im September 1933 umgewandelt wurde. Zum 1. September 1933 wurde er zum SA-Brigadeführer befördert.
Ab März 1933 amtierte Schöpf als Sonderkommissar bzw. ab 1. September Sonderbevollmächtigter der Obersten SA-Führung bei der Kreisregierung von Schwaben und Neuburg, d. h. als Verbindungsmann und zur Kontrollperson der SA bei diesen Körperschaften. Diesen Posten bekleidete er bis zum 22. Februar 1934. Im April 1933 war er außerdem als Ersatzmann der NSDAP auf dem Wahlvorschlag für den Bayerischen Landtag nominiert worden.
Am 22. Februar 1934 schied Schöpf auch auf Veranlassung von Röhms Stellvertreters SA-Obergruppenführer Fritz Ritter von Krausser unter Enthebung von seiner bisherigen Dienststellung und seines Dienstgrads aus der SA aus. Hintergrund waren Auseinandersetzungen mit dem Gauleiter Karl Wahl.